# Plaça del Blat
La Plaça del Blat és una plaça del barri antic de Valls, Alt Camp. A la plaça hi ha edificis com l'Ajuntament de Valls o Can Segarra, on ara hi ha l'Escola Oficial d'Idiomes. Però la plaça del Blat és més coneguda per ser considerada el "quilòmetre zero" del món casteller. La Colla Joves Xiquets de Valls i la Colla Vella dels Xiquets de Valls són les colles locals. S'hi celebren actuacions castelleres com la de Sant Joan (24 de juny) o la de Santa Úrsula (primer diumenge després del 21 d'octubre). Tant la font com la plaça estan protegides com a bé cultural d'interès local.
La plaça ha estat testimoni dels esdeveniments polítics de la ciutat com l'adhesió de Valls a la comuna del Camp de Tarragona (1305) o la rebuda de les forces carlines victorioses (a principis del s. XIX).

## Descripció
Situada en el cor de la ciutat de Valls, la Plaça del Blat té els seus límits en els edificis de la Casa de la Vila, Correus, Policia Municipal, i Oficina d'Informació, a més del gran edifici de la Casa Sagarra. En aquesta plaça s'inicien els carrers del Forn Nou, Major i de la Cort, i també la Plaça de l'Església. És un conjunt urbanístic de capacitat reduïda, amb porxos a dos dels seus quatre costat, i una font al peu de les escales que guanyen el desnivell de la plaça.

## Nom
La plaça ha tingut diferents noms. Fins al segle xv, Plaça del Blat, pel comerç de blat que s'hi feia. Aquest primer nom popular es va canviar per altres de caràcter polític: plaça de la Constitució (1812), plaça d'Isabel II, plaça de la Llibertat (1868), plaça d'Espanya (1939). Actualment ha recuperat el seu nom primitiu.

## Font

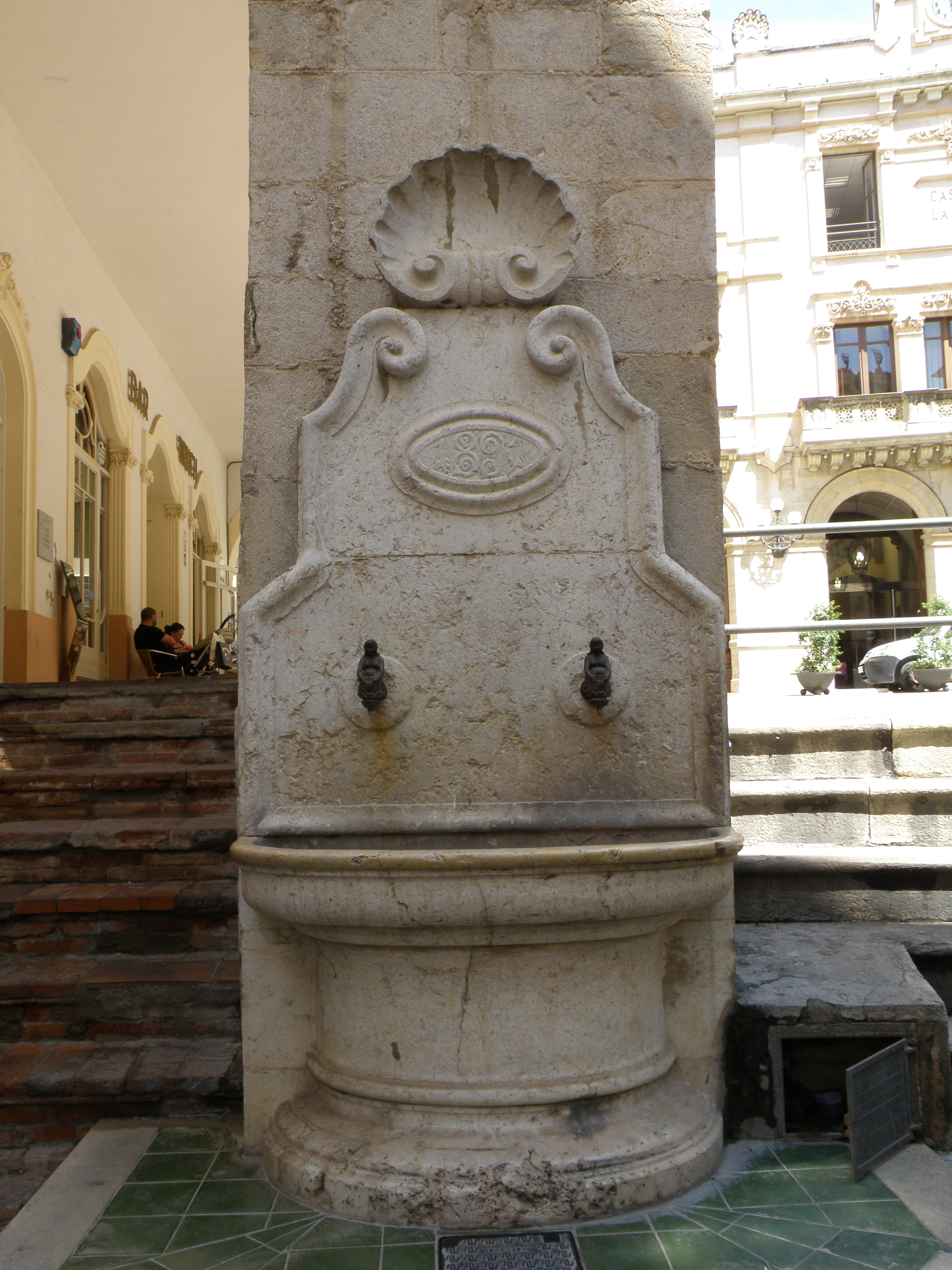
Font de la plaça del Blat

La plaça presenta una font d'estil neoclàssic construïda el 1891 que es troba en un dels angles de la Plaça del Blat, en el nivell inferior. És de pedra i està adossada a un dels pilars de la Casa Sagarra. Es té notícia que els brolladors-aixetes provenen de les antigues foneries, ja desaparegudes, de Can Ballarí Colominas. Darrerament va ser restaurada.
Té dos cossos diferenciats: la part inferior correspon a la pica, que presenta una estructura amb basament, fust i la pica pròpiament dita en el lloc del capitell. El perfil del cos superior està delimitat per una motllura acabada en dues volutes coronades per una petxina. En l'interior hi ha un medalló ovoide on figura la data de 1891, i al dessota dues canelles. Els brolladors reprodueixen dues al·legories de dona —potser sirena—, que porten cadascuna un escut de Valls. El conjunt ofereix una composició de clara inspiració en els models de l'arquitectura clàssica.

## Seu del Museu Casteller de Catalunya
La plaça del Blat, acull l'accés principal del Museu Casteller de Catalunya que s'està bastint a Valls.
Es tracta d'un projecte ideat fa més de 40 anys quan el vallenc Pere Català Roca apuntà la necessitat de la seva creació. Finalment però, l'any 2015 s'inicien les obres de construcció de l'edifici que l'ha d'acollir situat al Barri Antic de Valls. L'edifici, obra de l'arquitecte català Dani Freixes Melero i la seva empresa Varis Arquitectes acollirà la museografia dissenyada per l'empresa del museògraf i escenògraf Ignasi Cristià, guanyador del concurs públic. Així mateix, l'empresa Lavinia Spurna Visual s'encarregarà dels audiovisuals del Museu.
Amb l'obertura de Món Casteller – Museu Casteller de Catalunya es donarà inici a un centre museístic i d'experiències únic al país, dedicat íntegrament i exclusivament al patrimoni immaterial dels castells.
- "Un castell en tres actes. Projecte del Museu Casteller de Catalunya" a YouTube